# Reulle-Vergy
Reulle-Vergy är en kommun i departementet Côte-d'Or i regionen Bourgogne-Franche-Comté i östra Frankrike. Kommunen ligger i kantonen Gevrey-Chambertin som tillhör arrondissementet Dijon. År 2022 hade Reulle-Vergy 163 invånare.

## Befolkningsutveckling
Antalet invånare i kommunen Reulle-Vergy
Referens:INSEE

## Galleri

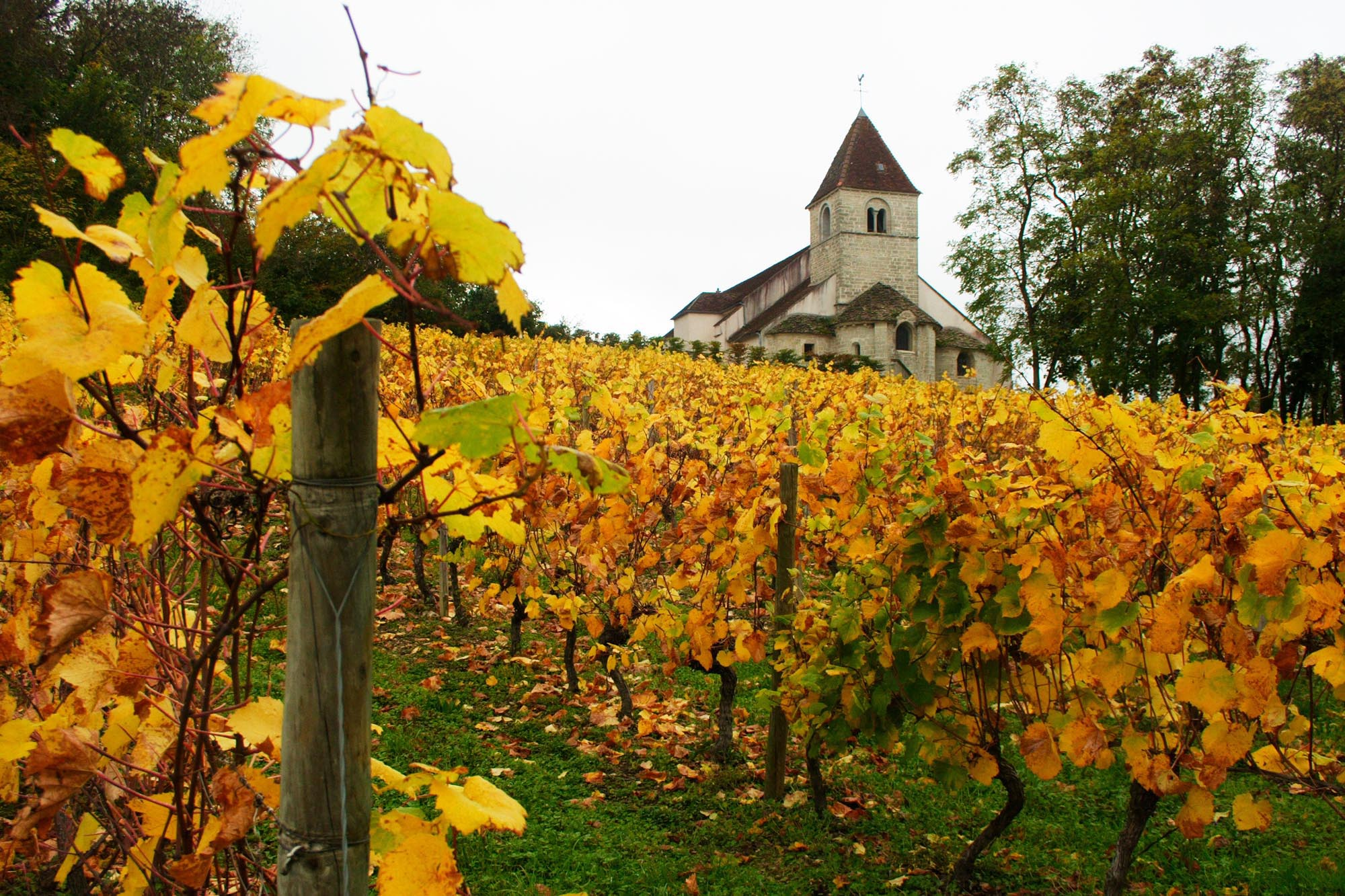
Église Saint-Saturnin
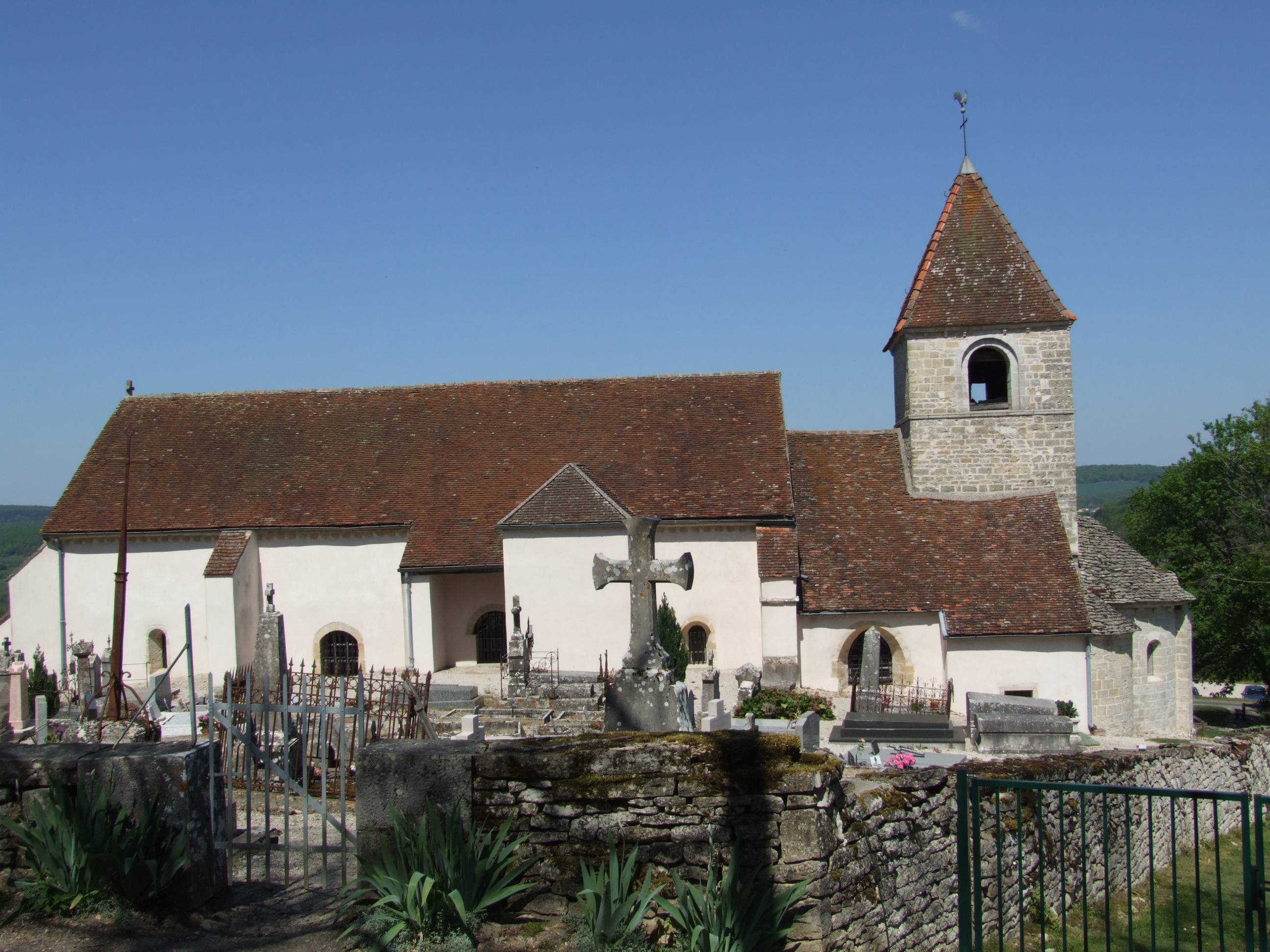
Église Saint-Saturnin
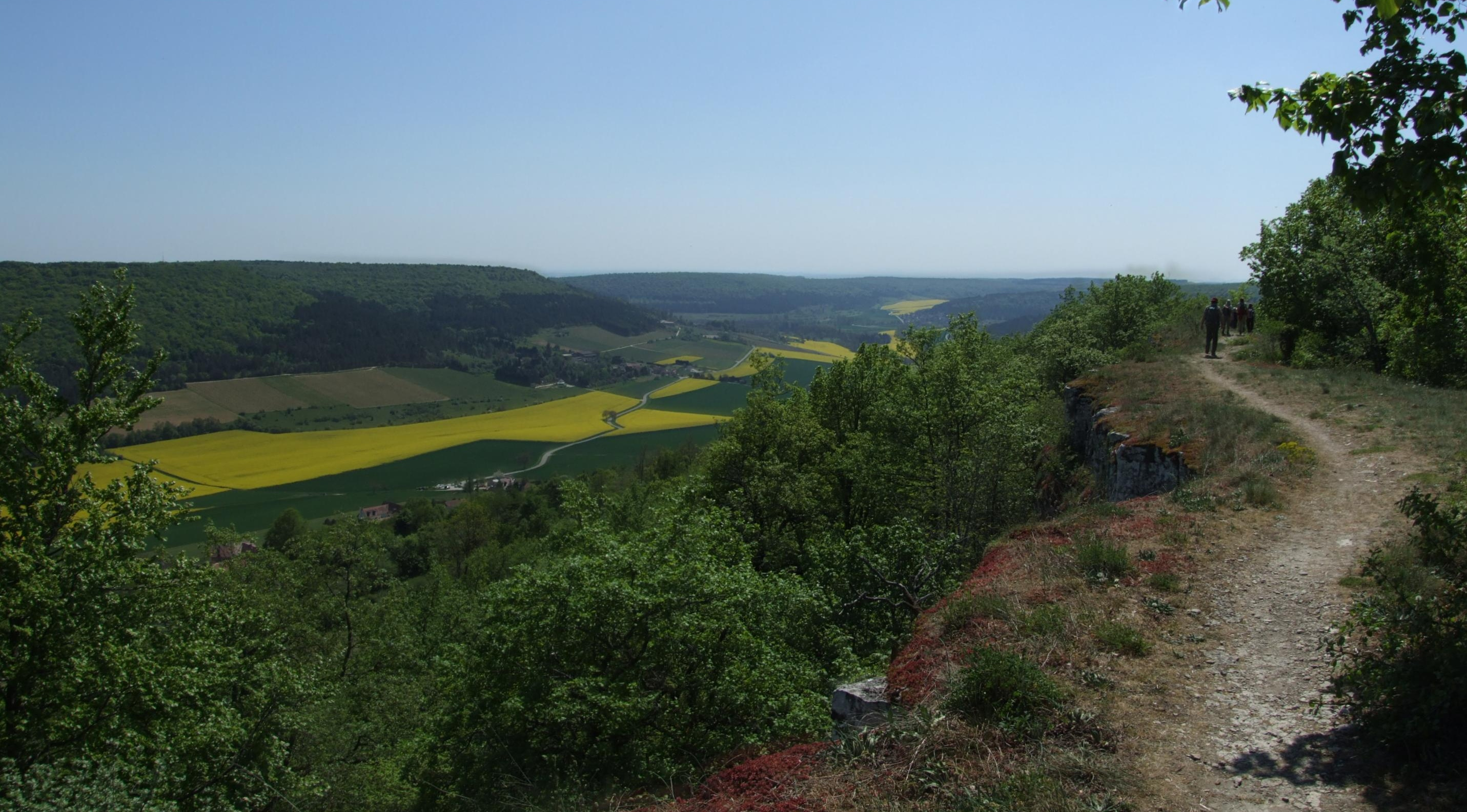
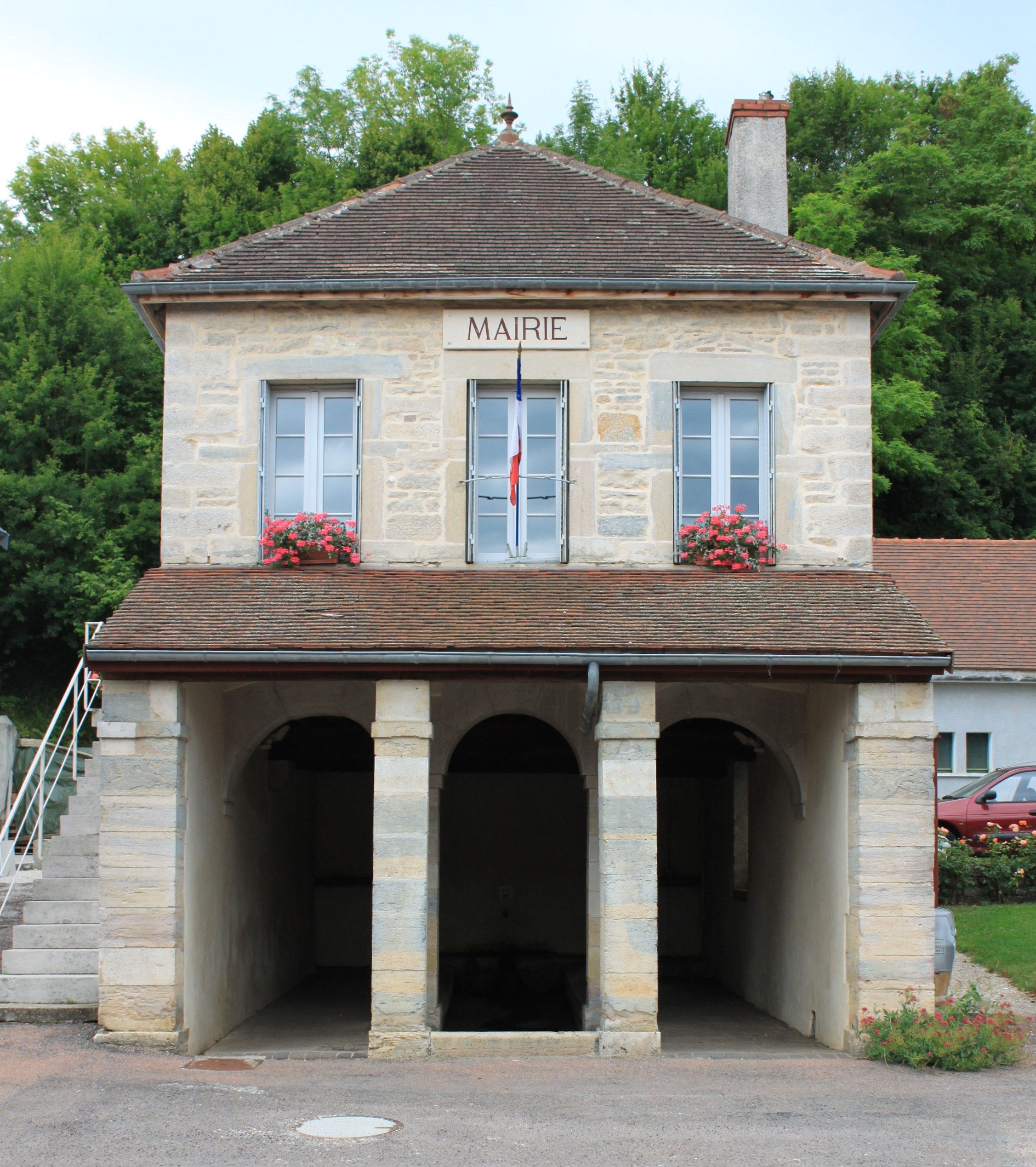
Rådhuset